# عبد الله أبا بطين
عَبْدُ اللَّهِ بْنُ عَبْدِ الرَّحْمَنِ بْنِ عَبْدِ الْعَزِيزِ بْنِ سُلْطَانِ بْنِ خَمِيسٍ أَبَا بُطَيْنٍ ويُعرف اختصارًا بـ عبد الله أبا بطين (20 ذو القعدة 1194 – 7 جمادى الأولى 1282هـ / 1780 – 1865م)، فقيه حنبلي وعالم دين سعودي، هو عبد الله بن عبد الرحمن بن عبد العزيز بن عبد الرحمن بن عبد الله بن سلطان بن خميس ال بابطين، وعليه لقب بـ أبابطين، ولد في روضة سدير التابعة لمنطقة الرياض في العشرين من ذي القعدة عام 1194 هـ الموافق 1780.

## طلبه للعلم وأعماله
نشأ أبا بطين في روضة سدير وقرأ على قاضيها وفقيهها محمد بن طراد الدوسرى الفقه، ولا زمه ملازمة تامة، ثم ارتحل إلى شقراء عاصمة الوشم فقرأ على قاضيها عبد العزيز الحصين، ثم رحل إلى الدرعية فقرأ على علمائها، وعندما استولى الإمام سعود بن عبد العزيز على مكة المكرمة والمدينة المنورة عام 1220 هـ عين قاضيا على الطائف وملحقاته من قبائل الحجاز فجلس في قضاء الطائف وملحقاته سنتين، وفي ولاية الإمام عبد الله بن سعود صار قضيا على عمان، ثم لما جاء عهد الدولة السعودية الثانية ولاه الإمام تركي قضاء محافظة الوشم وعاصمتها شقراء انذاك، وعندما توفي قاضي سدير عبد الله بن سليمان بن عبيد عام 1239 هـ جمع الإمام تركي لعبد الله أبا بطين قضاء الوشم وقضاء سدير.
وفي عام 1248 هـ نقله الإمام تركي من قضاء الوشم إلى قضاء القصيم وصار مقره في عنيزة وبعد وفاة الإمام تركي عاد أبا بطين إلى شقراء وجلس فيها للتدريس والتعليم والإفتاء، وفي عام 1270 هـ ترك أبا بطين قضاء عنيزة، وعاد إلى شقراء واشتغل بالتدريس والفتوى.

## رحلاته
تنقسم رحلات أبا بطين التي قام بها في حياته إلى ثلاث أقسام وهي:

### الرحلات العلمية
- رحل من بلدة روضة سدير إلى شقراء لطلب العلم.
- رحل من شقراء إلى الدرعية سعيا لطلب العلم.
- رحل إلى الشام وقرأ على الشيخ السفاريني.

### الرحلات الجهادية
- خرج فيصل في عام 1259هـ إلى القطيف وقد كان معه أبا بطين من أجل الإمامة في الصلاة والإفتاء وغير ذلك.

### الرحلات العملية
- في عهد سعود بن عبد العزيز تعين قاضيا ومعلما في الطائف فكانت رحلته للعمل وقضى فيها سنتين.
- تعين قاضيا في عمان فرحل في عهد عبدالله بن سعود , فرحل ولم يقيم طويلا فيها.[7]

## شيوخه
- محمد بن عبد الله بن طراد الدوسري.
- عبد العزيز بن عبد الله الحصين الناصري قاضي شقراء.
- حسين الجفري.
- حمد بن ناصر بن عثمان بن معمر التميمي.
- أحمد بن حسن بن رشيد العفالقي الاحسائى.
- عبد الله بن محمد بن عبد الوهاب.

## تلاميذه
- على بن محمد آل راشد.
- محمد بن إبراهيم السنانى.
- محمد بن عبد الله بن مانع
- عبد الرحمن بن محمد بن مانع.
- محمد بن عبد الله بن حميد.
- صالح بن عيسى.
- على السالم الجليدان.
- صالح بن عثمان العوف آل عقيل.
- عبد الله بن عائض.
- محمد بن عمر بن سليم.
- محمد بن عبد الله بن سليم.
- سليمان بن على بن مقبل.

## مؤلفاته
لأبا بطين عدة مؤلفات منها:
- حاشية أبا بطين على شرح منتهى الإرادات.
- تأسيس التقديس في الرد على ابن جرجيس.
- الانتصار في الرد على ابن جرجيس.
- رساله في تجويد القرآن الكريم.
- الانتصار لحزب الله الموحدين والرد على المجادل عن المشركين.
- الرد على البردة.
- دحض شبهات على التوحيد من سوء الفهم لثلاثة أحاديث.
- رسائل وفتاوى أبا بطين.

## وفاته
بعد أن اعتزل أبا بطين قضاء عنيزة عام 1270 هـ استقر في شقراء ولم يزل فيها حتى توفي في السابع من جمادى الأول عام 1282 هـ الموافق 1865 عن عمر قارب تسعين سنة.

## وصلات خارية
- ابن أبي بُطين واختياراته الفقهية (دراسة فقهية مقارنة)